# چیک هاربرت
چیک هاربرت (انگلیسی: Chick Harbert؛ ۲۰ فوریهٔ ۱۹۱۵ – ۱ سپتامبر ۱۹۹۲) یک گلف‌باز بود.